# Ярчовецкий сельский совет (Зборовский район)
Ярчовецкий сельский совет (укр. Ярчовецька сільська рада) — входит в состав
Зборовского района
Тернопольской области
Украины.
Административный центр сельского совета находится в 
с. Ярчовцы.

## История
- 1939 — дата образования.

## Населённые пункты совета
- с. Ярчовцы
- с. Ольшанка
- с. Жуковцы
- с. Мшана
- с. Подгайчики
- с. Волосовка